# Adele di Lusignano
Adele di Lusignano és una òpera en italià en dos actes de Ramon Carnicer i Batlle segons un llibret de Felice Romani. Melodramma semiserio, va ser estrenada al Teatre de la Santa Creu de Barcelona el 15 de maig de 1819, amb motiu del desembarcament de la infanta napolitana Lluïsa Carlota -germana de la futura reina Maria Cristina-, arribada a Espanya per a contreure matrimoni amb l'infant Francesc de Paula, germà de Ferran VII.
Fou la seva primera òpera de maduresa i a l'estrena el públic va aplaudir la major part dels números, sobretot el duet del desafiament, cantat per Savino Monelli i Filippo Galli. La resta de cantants de l'estrena foren Adelaida Sala, Maddalena Monticelli, Marianna Rossi, Domenico Vaccani, Gaspare Marinelli, Paolina Monticelli i Joan Munné.